# Old Hundred
Old Hundred – jednostka osadnicza w Stanach Zjednoczonych, w stanie Karolina Północna, w hrabstwie Scotland.